# 825
825 (DCCCXXV) var ett normalår som började en söndag i den julianska kalendern.

## Händelser

### Okänt datum
- Torshamn på Färöarna grundas.

## Födda
- Ludvig II, kung av Italien 839–875 och romersk kejsare 855–875
- Lothar II, hertig av Lothringen 855–869

## Avlidna
- Beornwulf, kung av Merica sedan 823
- Ulayya bint al-Mahdi, abbasidisk prinsessa, poet och musiker.